# Dom Katolicki w Radomiu
Dom Katolicki w Radomiu – budynek z lat 30. XX w., położony w Radomiu przy ul. Grodzkiej.
Dom usytuowany jest przy ul. Grodzkiej w pobliżu kościoła farnego św. Jana Chrzciciela. Natomiast adres całego kompleksu budynków (kościół i obiekty parafialne), w skład którego wchodzi dom, to ul. Rwańska 6.
Obiekt ma formę dwupiętrowej kamienicy z ryzalitem od strony północnej, zawierającym klatkę schodową. Schody do budynku znajdują się od strony południowej, zaś od strony zachodniej budynek ma przedsionek. Budynek posiada czerwoną ceglaną fasadę podzieloną lizenami. Na fasadzie znajdują się też betonowe nadokienne nadproża, stropy balkonowe i gzymsy. Elewacja zwieńczona jest barokizującą attyką. Na parterze budynku znajdowała się sala o powierzchni około 200 m² z estradą. Autorem projektu budynku był Kazimierz Prokulski. Dom został zbudowany w latach 1932–1935 pod kierunkiem ks. Piotra Górskiego.
Górne kondygnacje domu przeznaczone były na mieszkania dla księży, zaś parter służył różnym celom parafii św. Jana Chrzciciela. W trakcie II wojny światowej w budynku były przetrzymywane przez Niemców osoby zatrzymane podczas łapanek. Potocznie obiekt bywa czasami błędnie uznawany za pozostałości zamku w Radomiu.
W tym samym czasie, w którym powstał Dom Katolicki, zostało także nadbudowane piętro na wikariacie przylegającym do domu. Budynek wikariatiu to prawdopodobnie pozostałości szkoły parafialnej z przełomu XV i XVI wieku. Natomiast w okolicach zachodniego naroża samego domu mogą znajdować się pozostałości baszty narożnej zamykającej od strony fary dziedziniec zamkowy.